# Museum Vieille Montagne
Museum Vieille Montagne (vertaling in het Nederlands: museum oude berg) is een museum in Kelmis over de lokale geschiedenis van de zinkwinning en over de dwergstaat Neutraal Moresnet. Met de verwerving en restauratie van de gebouwen, het opknappen van de omgeving en de inrichting van het museum was een bedrag van zo’n twee miljoen euro gemoeid. Het museum is de opvolger van het Geuldalmuseum.

## Locatie
Het museum ligt op hemelsbreed vijf kilometer van het drielandenpunt van Nederland - België en Duitsland en middenin de voormalige dagbouwgroeve, die in 1884 wegens uitputting is stilgelegd. Het museum ligt aan de weg van Luik naar Aken, die in de 18e eeuw dwars door de groeve is aangelegd ten tijde van de Oostenrijkse Nederlanden. Aan de overkant van deze weg ligt de Casinovijver. Het water uit dit bekken werd gebruikt voor het wassen van zinkerts. Achter de vijver ligt een afvalberg van de groeve. Ook aan de andere kant, zo’n honderd meter ten noordwesten van het museum, ligt een tweede afvalberg.

## Gebouw
Het museum is gevestigd in het voormalige bestuursgebouw uit 1910 van de Société des Mines et Fonderies de Zinc de la Vieille-Montagne. Het gebouw met jugendstilversieringen heeft een brede statige trap, glas-in-loodramen en geglazuurde blauwe tegeltjes aan de muur. Het gebouw heeft typische architectonische kenmerken van het begin van de 20e eeuw. Het dak is geheel van zink. In 2015 besloot de gemeente Kelmis dit gebouw te kopen. Bij het museum behoort ook het naastgelegen voormalige Station Kelmis, waar tussen 1871 en 1952 spoorlijn 39A eindigde.

## Tentoonstelling
Op de begane grond komt de geschiedenis van de winning van zink tot de komst van Fransen in 1794 onder leiding van Napoleon Bonaparte aan bod. Vanaf zeker 1344 werd op deze plaats de zinkspaat in dagbouw gewonnen. In deze ruimte is het mogelijk om te ervaren hoe zwaar deze erts is. Uit de erts werd de zink gehaald en samen met koper en met behulp van houtskool werd hier messing van vervaardigd door koperslagers. Omdat deze erts zo zwaar is, werd hij niet heel ver vervoerd en verwerkten de koperslagers de erts in onder meer Stolberg en Dinant. Verder staat in deze ruimte staan de belangrijke eigenaren van de groeve door de eeuwen heen afgebeeld: Filips de Goede, Filips IV van Spanje, Maria Theresia van Oostenrijk en Napoleon Bonaparte.
Boven deze zaal is een tentoonstelling over de spoorweggeschiedenis in de regio. Hier zijn gereedschappen, historische uniformen en documentatie te vinden. Ook zijn de spoorstations binnen een straal van enkele kilometers beschreven.
Op de eerste verdieping is een kamer over aardkunde. Hier is de geologische tijdschaal uitgebeeld en zijn er diverse stenen en ertsen uit de groeve te zien. Naast versteende bomen zijn dit onder meer zinkspaat, zinkblende, hemimorfiet, willemiet, bitterspaat, kalkspaat en ijzerkies. Op een wand is een historische afbeelding van de ertswinning met uitleg over de vele facetten van deze winning.

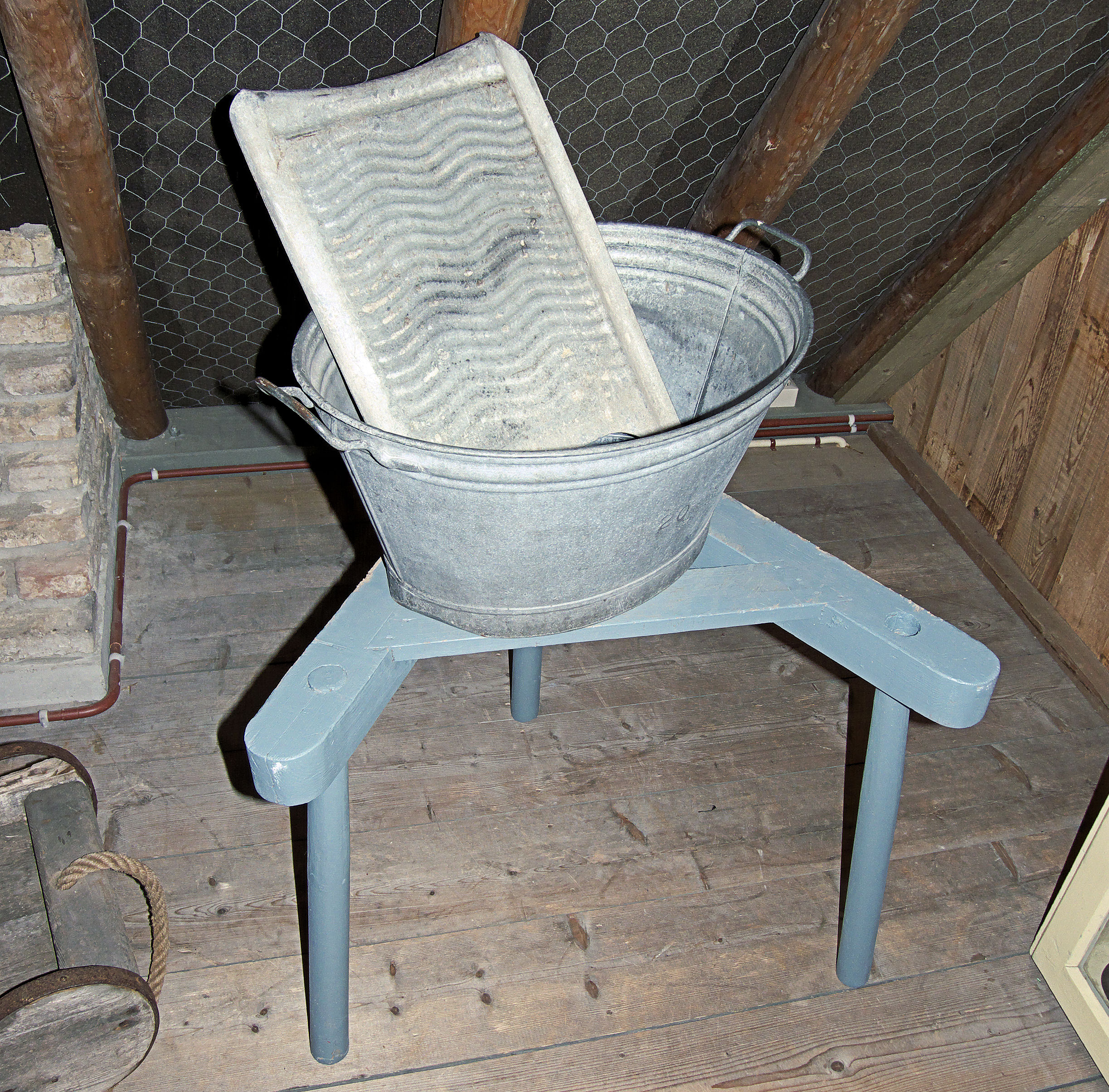
Zinken wasteil en wasbord.

Naast de kamer over geologie is er een ruimte met allerlei historische zinken voorwerpen. Zink wordt ook wel de kunststof van de 19e eeuw genoemd vanwege zijn vele toepassingen en gemakkelijke bewerking. Onder de tientallen voorwerpen van zink zijn onder meer emmers, teilen, een wasbord, regenpijpen, dakgoten en ornamenten van gebouwen. In deze ruimte is daarnaast een animatiefilm over de productie in een hedendaagse zinksmelterij.

Wapenschild van Neutraal Moresnet met daarin de vlag van Nederland, Duitse Keizerrijk en België.

Hiernaast heeft het museum op de eerste verdieping een ruimte waar de geschiedenis van de dwergstaat Neutraal Moresnet wordt geïllustreerd. Hier zijn landkaarten, afbeeldingen en voorwerpen uit die tijd tentoongesteld. De burgemeester van het Duitse buurdorp Neu-Moresnet was bijvoorbeeld tevens burgemeester van Kelmis. De dwergstaat lag tussen 1816 en 1920 ingeklemd tussen het Verenigd Koninkrijk der Nederlanden, later België, en Duitsland. In die tijd was Kelmis welvarend. Het zinkbedrijf zorgde voor veel voorzieningen voor de inwoners om de rust te handhaven en mensen te binden met specifieke kennis van het zinkbedrijf. Daarnaast kwamen er inkomsten vanuit smokkel en het uitgaansleven, waaronder vele kansspelbedrijven. Ook staat hier een kaart met zowel de dagbouwgroeves als ook de mijnbouw van zink en lood in de omgeving van Kelmis, zoals de Mijnzetel van Plombières enkele kilometers stroomafwaarts van de Geul.
Tot slot is er een filmzaal waar ouderen vertellen over de tijd van de dwergstaat en een tentoonstelling over de zinkflora in de omgeving en in het stroomgebied van de Geul.
De bordjes met beschrijvingen in het museum zijn zowel in het Duits als het Frans. Het is verder mogelijk om een apparaat mee te krijgen, waarin dezelfde teksten in het Nederlands en Engels zijn ingesproken. Alle andere animaties in het museum zijn in deze vier talen af te spelen.